# Tetrapterum tetrapteroides
Tetrapterum tetrapteroides är en bladmossart som beskrevs av Brotherus 1924. Tetrapterum tetrapteroides ingår i släktet Tetrapterum och familjen Pottiaceae. Inga underarter finns listade i Catalogue of Life.